# Мемориал «Павшим за Родину» (Азов)
Мемориал «Павшим за Родину» — мемориальный комплекс в городе Азов Ростовской области. Открыт 9 мая 1971 года. Представляет собой две гранитные стелы, вечный огонь.

## История
В годы Великой Отечественной войны на юго-западной окраине города Азова за кладбищем находилось место, где были захоронены замученные в белогвардейском концлагере в период 1918-1920гг. люди, здесь же стали хоронить воинов, погибших в 1942 году при обороне Азова, воинов, умерших от ран в госпитале № 3207, бойцов и командиров 44-й армии, погибших при освобождении Азова и Приазовья в 1943 году. Постепенно в городе образовалось братское кладбище. После войны там был сооружен типовой памятник в виде фигуры солдата со знаменем в руках.
В 1969 году было решено реконструировать памятник павшим воинам и создать мемориальный комплекс на новой площади. Инженеры «Ростовгражданпроекта» Г. В. Иванов и Н. А. Хазагерова подготовили проект мемориала.
Сюда же решили перенести прах воинов с братского кладбища, появилась братская могила. В памятнике сделали ниши для капсул с землёй, взятой с мест боёв Великой Отечественной войны. В Азов была доставлена земля из Севастополя, Волгограда, Новороссийска, Ростова-на-Дону, Новобатайска, хуторов Павло-Очаково и Обуховка Азовского района, с Северного Кавказа, c высоты 403,3 и 429,6 м, где в 1942 году воевали азовчане Л. В. Кондратьев и А. П. Кириченко.
Мемориал «Павшим за Родину» открыт 9 мая 1971 года на новой площади Победы. Он представляет собой две гранитные стелы, позднее с четырёх сторон на них были размещены барельефы воинов 1918—1920 и 1941—1945 годов, винтовки с серпом и молотом. Рядом находится вечный огонь. Факел с огнем был зажжён в городе Новочеркасске, потом его доставил в Азов на бронетранспортёре подполковник Г. К. Волков.
В 1983 году проводилась реконструкция мемориала, в ходе которой белый мрамор на стелах заменили на плиты из красно-коричневого гранита, чашу «Вечного огня» заменили на звезду с зелёным лавровым венком. На стелах установили белые гипсовые барельефы. В 1989 году были установлены памятные доски с текстами, повествующими о том, что Мемориал установлен в память отдавших жизнь за Родину в годы Великой Отечественной войны, воинов 44 Армии, погибших в Приазовье в 1943 году, в память красноармейцев и красногвардейцев, замученных в 1918—1920 годах в лагере смерти в Азове, воинов 14 Инзенской революционной дивизии, павших в 1920 году при освобождении города.
В 2023 памятник обновили, на памятной стеле увековечены 28 фамилий погибших на Спецвоеноперации горожан. Открытие обновлённого памятника прошло в День ВДВ 2 августа 2023 г.